# Italo Svevo
Italo Svevo, pseudonym for Ettore Schmitz (født 19. december 1861, død 13. september 1928) var en italiensk forfatter, som i begyndelsen af 1900-tallet blev anset for at være en af de mest betydningsfulde indenfor sit felt. 
Svevo levede en stor del af sit liv i Trieste og havde i lang tid problemer med at blive accepteret som forfatter, hvorfor han længe blandt andet måtte arbejde som bankfuldmægtig. Først i midten af 1920'erne blev han anerkendt, ikke mindst takket være støtte fra Eugenio Montale og James Joyce.